# Дуб-патріарх (Ківерцівський район)
Дуб-патріа́рх — ботанічна пам'ятка природи місцевого значення в Україні. Розташована в межах Ківерцівського району Волинської області, на північний захід від міста Ківерці. 
Площа 0,01 га. Статус надано згідно з рішенням облвиконкому № 226 від 31 жовтня 1991 року. Перебуває у віданні ДП «Ківерцівське ЛГ» (Ківерцівське л-во, кв. 92, вид. 4). 
Статус надано для збереження одного екземпляра дуба-велетня віком понад 300 років, з діаметром стовбура 1,2 м і заввишки 25 м. 

## Галерея

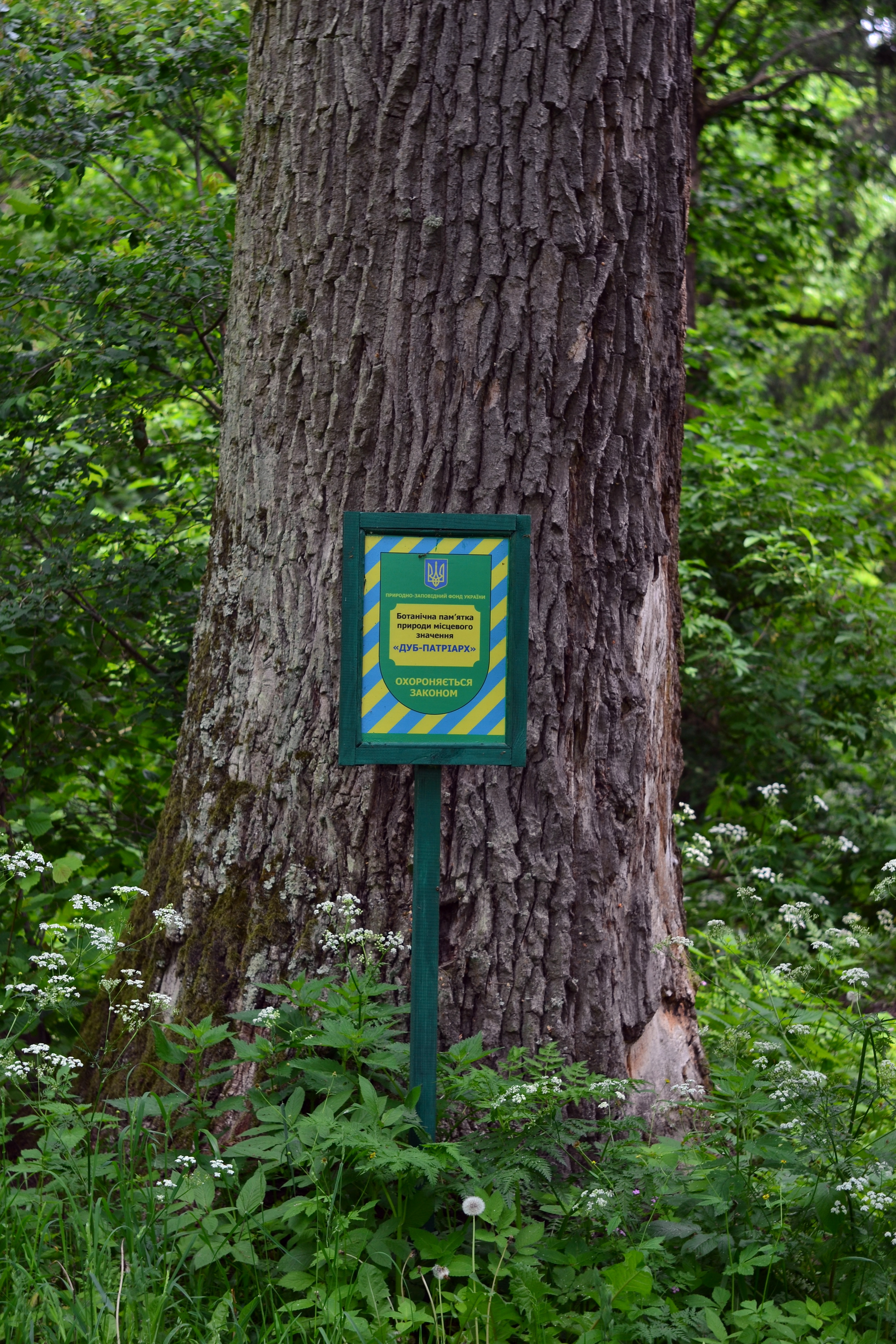
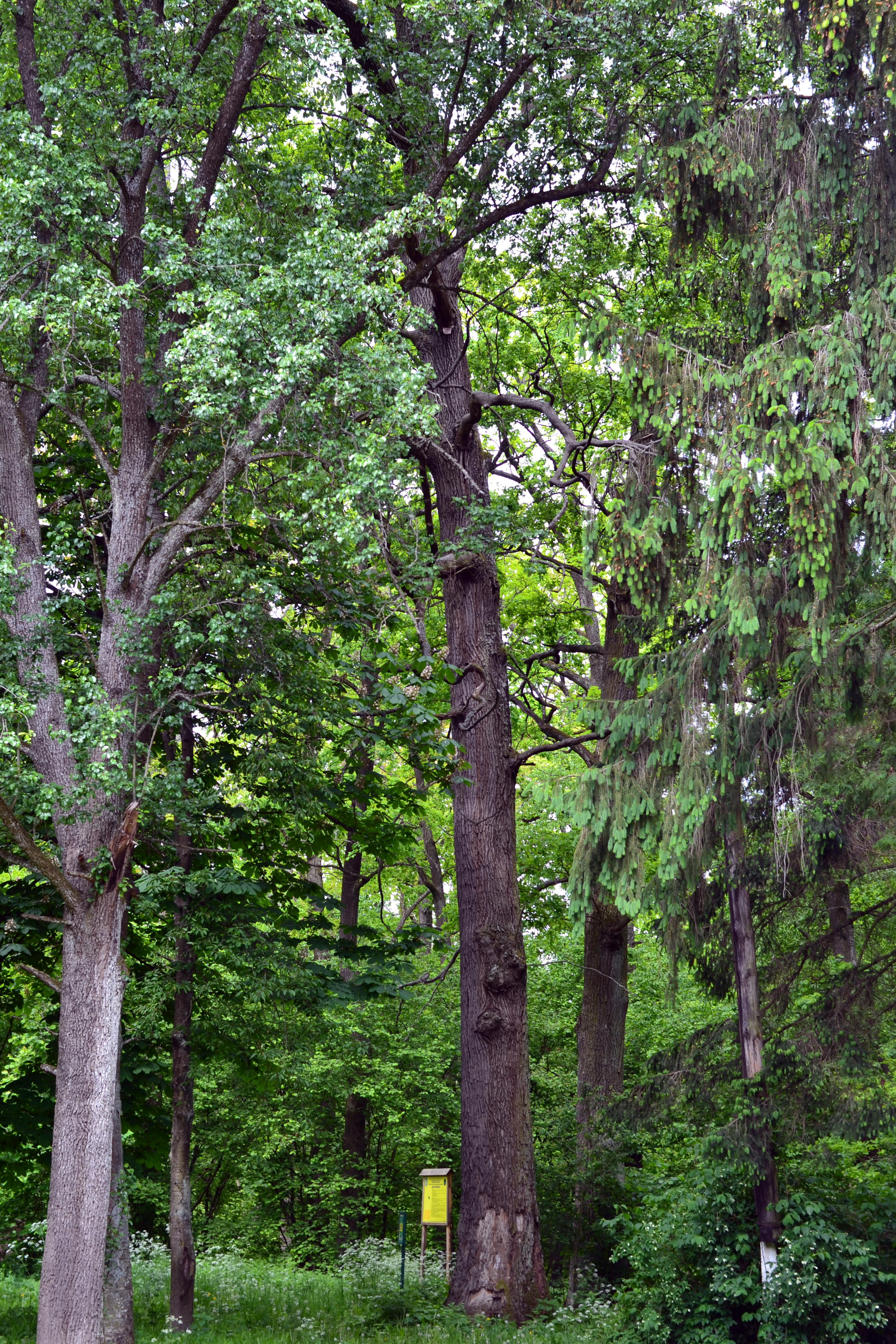
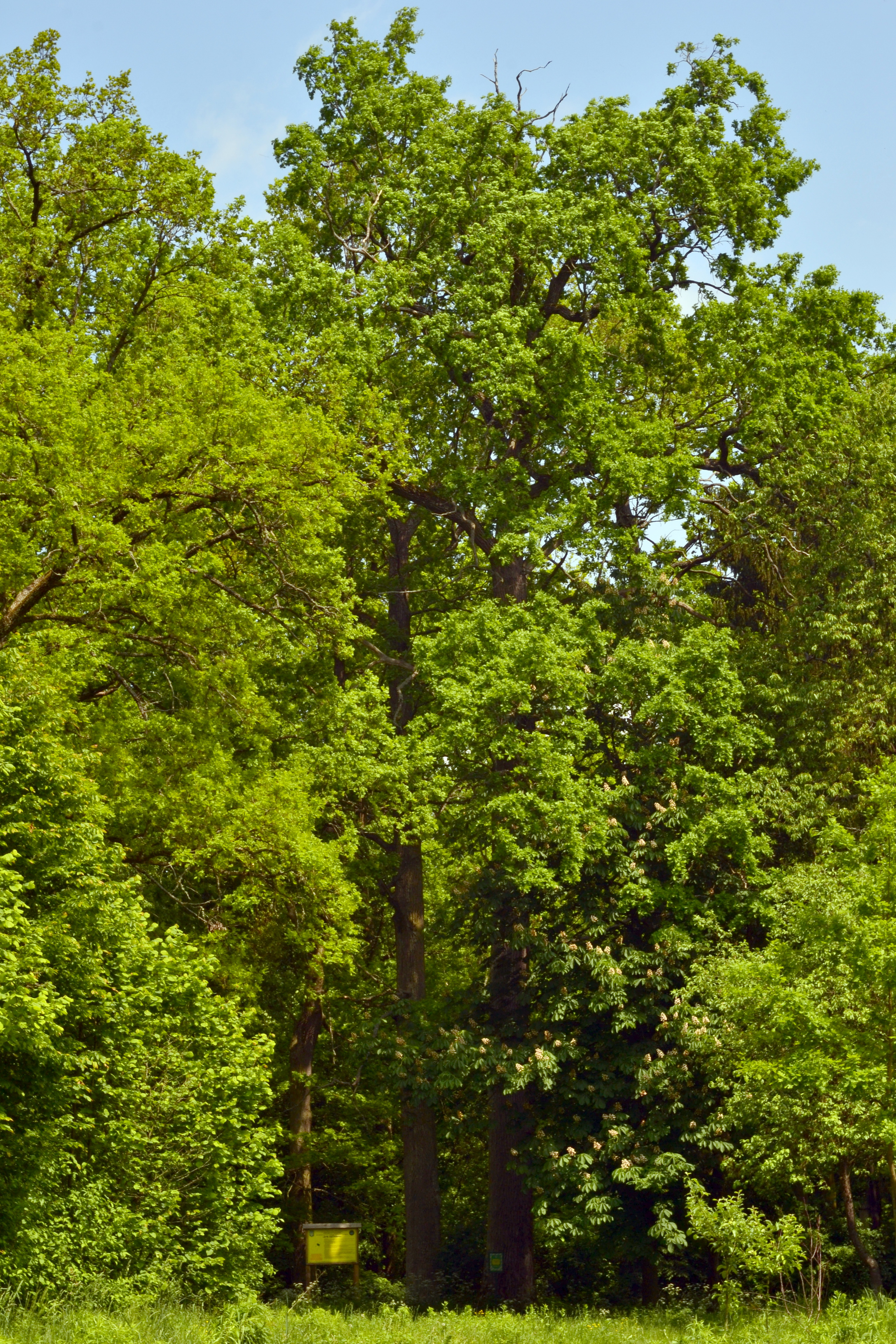